# Putyvlský rajón
Putyvlský rajón (ukrajinsky Путивльський район) byl rajón v Sumské oblasti na Ukrajině. Hlavním městem byl Putyvl a rajón měl přibližně 28 tisíc  obyvatel. 

## Sídla v rajónu
- Putyvl